# Coupe d'Algérie de football 1986-1987
Navigation
Coupe d'Algérie
1985-1986 Coupe d'Algérie
1987-1988
La Coupe d'Algérie de football 1986-1987 voit le sacre de l'USM El Harrach, qui bat la JS Bordj Menaïel en finale.
C'est la 2e Coupe d'Algérie remportée par l'USM El Harrach et c'est la 1re fois que la JS Bordj Menaïel atteint la finale de cette compétition.

## Soixante-quatrièmes de finale
(Avant Dernier tour régional)
| Ligue du Centre (vendredi 23 janvier 1987 à 14h 30). |                                 |                                  |                                     |                                         |                                  |                        |
| 1 | MB Bouira (D3)                  | 0 - 1                            | USK Alger (D2)                      | Hadj Adlane                             | 23/01/1987.                      | Tizi-Ouzou             |
| 2 | SKAF El-Khemis (D2)             | 1-1 ap (tab)                     | CRB Tipaza (D3)                     |                                         |                                  | Kolea                  |
| 3 | IRB Khemis El Khechna (D?)      | 1-2                              | IRB El-Biar (D2)                    |                                         |                                  | Bordj El-Kiffan        |
| 4 | DRB Baraki (D3)                 | 0-1 ap                           | RS Kouba (D2)                       |                                         |                                  | Bologhine              |
| 5 | JS El Binaâ (D2)                | 3-0                              | O Médéa (D2)                        |                                         |                                  | Boufarik               |
| 6 | WO Rouiba (D3)                  | 1-0                              | ISM Koléa (D2)                      |                                         |                                  | Boufarik               |
| 7 | MB Tablat (D2)                  | 1-0                              | WO Boufarik (D?)                    |                                         |                                  | Stade 20 Aout 55 Alger |
| 8 | MA Hussein Dey (D2)             | 0-1 ap                           | NRB Berrouaghia (D2)                |                                         |                                  | Blida                  |
| 9 | OM Ruisseau (D2)                | 2-0                              | MC Hassi Messaoud (D3)              |                                         |                                  | Bologhine              |
| 10 | IRB Laghouat (D2)               | 1-0                              | Nadi Alger (D2)                     |                                         |                                  | Ain Ouassera           |
| 11 | USM Blida (D2)                  | 3-2                              | NRB Touggourt (D2)                  | But inscrit · But inscrit · But inscrit |                                  | Boussaada              |
| 12 | IRB Madania (D3)                | -                                | ...                                 |                                         |                                  |                        |
| 13 | RC Arbaa (D2)                   | -                                | ...                                 |                                         |                                  |                        |
| 14 | Hydra AC (D2)                   | -                                | ...                                 |                                         |                                  |                        |
| Ligue de l'Ouest (jeudi 1er janvier 1987 13 qualifiés + les 6 clubs de l'élite (National 1) WM Tlemcen, RC Relizane, MP Oran, ASC Oran, GCR Mascara, MB Saida.                                           |                                 |                                  |                                     |                                         |                                  |                        |
| 1 | CRB Ben Badis (D?)              | 2-2 ap (tab 4-3)                 | JSM Tiaret (D2)                     |                                         | 12h 30                           | Stade Bouakeul d'Oran  |
| 2 | AS Transport Oran (D?)          | 0-0 ap (tab 4-5)                 | Nadit Oran (D2)                     | /                                       | 14h 30                           | Stade Bouakeul d'Oran  |
| 3 | ESO Mostaganem (D2)             | 1-2                              | IRM Bel Abbés (D3)                  |                                         | 14h 30                           | Mascara                |
| 4 | CCB Sig (B) (D3)                | 0-2 ap                           | CRB Témouchent (D2)                 |                                         | vendredi 2 janvier 1987 a 14h 30 | Oran (stade bouakeul)  |
| 5 | AS Ouled Khaled (D?)            | 0-2                              | RCB Oued R'hiou (D2)                |                                         | vendredi a 12h 30                | Mascara                |
| 6 | ES Tiaret (D2)                  | 0-0ap (tab 3-4)                  | ESM Bel Abbès (D2)                  |                                         | 14h 30                           | Mascara                |
| 7 | OMM Arzew (D3)                  | 0-0ap (tab 5-4)                  | CRB Mecheria (D2)                   |                                         | 14h 30                           | Saida                  |
| 8 | IRB Sougueur (D2)               | 2-3                              | CRB Sfisef (D2)                     |                                         | 14h 30                           | Relizane               |
| 9 | GRB Tighennif (D2)              | 3-0                              | CRB El Amria (D2)                   |                                         | 14h30                            | Sig                    |
| 10 | CCB Sig (A) (D2)                | 1-0                              | CS Université d'Oran (D2)           |                                         | 14h 30                           | Arzew                  |
| 11 | CRB Sidi M'hammed Benaouda (D3) | 1-0                              | MCB Hadjadj (D3)                    |                                         | 12h 30                           | Mohammadia             |
| 12 | KRB Hillil (D4)                 | 0-1                              | CMH Oran (D2)                       |                                         | 14h30                            | Mohammadia             |
| 13 | Nadit Bel Abbés (D3)            | 1-0                              | ASPC Tlemcen (D3)                   |                                         | 14h 30                           | Oran                   |
| 14 | WRB Mostaganem (D2)             |                                  | exempt                              |                                         |                                  |                        |
| Ligue de l'Est(vendredi 16 janvier 1987 à 14h30) 4é tour régional est |                                 |                                  |                                     |                                         |                                  |                        |
| 1 | ASPTT Constantine (D3)          | 2 -0                             | ORB Boumehra Ahmed (D?)             |                                         |                                  |                        |
| 2 | MB Skikda (D2)                  | -                                | CRB N'gaous (D3) ou CRB Bougaa (D3) |                                         |                                  |                        |
| 3 | CRB Didouche Mourad (D3)        | 1-1 ap (itihad aux t.a.b)        | IR Sekek Hadid Constantine (D3)     |                                         |                                  |                        |
| 4 | SSB Sidi-Aich (D2)              | 2-2 ap (SSBSA aux t.a.b)         | USM Khenchela (D2)                  |                                         |                                  |                        |
| 5 | CRB Dréan (D3)                  | 0-2                              | MO Constantine (D2)                 |                                         |                                  |                        |
| 6 | IRB Sétif (D2)                  | 1 - 0 ap                         | HAMRA Annaba (D2)                   |                                         |                                  |                        |
| 7 | IRB Oum El Bouaghi (USC) (D3)   | -                                | IRB Ben M'hidi (D?)                 |                                         |                                  |                        |
| 8 | CRB Seddok (D?)                 | 0-4                              | CRE Constantine (D2)                |                                         |                                  |                        |
| 9 | CRB Oued Zenati (D?)            | -                                | USM El Bouni (Annaba) (D3)          |                                         |                                  |                        |
| 10 | DRS Skikda (Sonatib) (D?)       | 1 - 0 ap                         | CBH Bejaia (D?)                     |                                         |                                  |                        |
| 11 | JS Djijel (D2)                  | 1 - 0 ap                         | HB Chelghoum Laïd (D2)              |                                         |                                  |                        |
| 12 | NRB Khroub (D2)                 | -                                | NRB Ain Azel (D2)                   |                                         |                                  |                        |
| 13 | USC Ain Beida (D3)              | 1 - 1 ap (IRBAB (apc) aux t.a.b) | ES Chekfa (jijel) (D3)              |                                         |                                  |                        |
| 14 | WRB M'sila (D2)                 | 0 - 2                            | CRB Ain Kebira (D3)                 |                                         |                                  |                        |
| Observations : les 14 clubs qualifiés plus les 6 équipes de l'élite qui sont :l'ESP Sétif, l'ESM Guelma, l'USM Annaba, le CS Constantine, l'ISM Ain Beida et l'AS Ain M'lila entrent en 1/32 de finales. |                                 |                                  |                                     |                                         |                                  |                        |
| Le tirage au sort de l'avant dernier tour régional de l'Est a été effectué le mardi 6 janvier 1987 au siége de la ligue régional du football à Constantine                                               |                                 |                                  |                                     |                                         |                                  |                        |

## Trente deuxième de finale
- Source[4] :

Les matchs des trente deuxième de finale et dernier tour régional se sont joués les 5 et 6 février 1987
| Ligue du Centre (vendredi 6 février 1987 à 14h 30) (Dernier tour régional)               |                              |                                                    |                                                    |                                                                         |                                                          |                                                    |                                                    |
| 1                                                                                        | JS Bordj Menaiel (D1)        | 3 - 2ap                                            | SR Khemis (D3)                                     | Hamrani 45e, Guennoun 60e, Termoul 110e / Chikhi 13e, Toubrinet 86e     | Stade du 1er Nov 54                                      |                                                    |                                                    |
| 2                                                                                        | CM Belcourt (D1)             | 3 - 1                                              | IRB Madania (D3)                                   | Amani 54e, Neggazi 69e 84e / Boutfagoua 75e                             | Stade du 20-Août-1955                                    |                                                    |                                                    |
| 3                                                                                        | WA Rouiba (D3)               | 0 - 3                                              | NRB Berrouaghia (D2)                               |                                                                         | Stade Communal de Mouzaia                                |                                                    |                                                    |
| 4                                                                                        | MP Alger (D1)                | 1 - 0                                              | USK Alger (D2)                                     | Mekhloufi 64e                                                           | Stade du 5-Juillet-1962                                  |                                                    |                                                    |
| 5                                                                                        | USM El Harrach (D1)          | 1 - 0                                              | JS Binaâ (D2)                                      | Meziani 27e                                                             | Stade du 1er Nov 54                                      |                                                    |                                                    |
| 6                                                                                        | Chlef SO (D1)                | 2 - 1ap                                            | Hydra AC (D2)                                      | Meksi 51e, Belgherbi 116e (pen.) / cherout 81e                          | stade mohamed Belkebir, El Khemis                        |                                                    |                                                    |
| 7                                                                                        | WO Boufarik (D1)             | 2 - 1                                              | RS Kouba (D2)                                      | Baya 25e 90e / S'talah 85e                                              | Stade de Bologhine                                       |                                                    |                                                    |
| 8                                                                                        | IRB Laghouat (D2)            | 1 - 0ap                                            | OM Ruisseau (D2)                                   |                                                                         | stade communal de ain oussera                            |                                                    |                                                    |
| 9                                                                                        | RC Arbâa (D2)                | 0 - 2                                              | IRB El Biar (D2)                                   |                                                                         | Stade Mohamed Reggaz de boufarik                         |                                                    |                                                    |
| 10                                                                                       | MB Tablat (D2)               | 1 - 1ap 5 - 4tab                                   | USM Blida (D2)                                     | Kouhil 61e / Hocine 44e                                                 | Stade Imam-Lyes                                          |                                                    |                                                    |
| Ligue de l'Est (vendredi 6 février 1987 à 14h 30) (5é et Dernier tour régional de l'est) |                              |                                                    |                                                    |                                                                         |                                                          |                                                    |                                                    |
| 11                                                                                       | EP Sétif (D1)                | 3 - 0ap                                            | USM El Bouni (D3)                                  | Doudou 91e, Bendjabalah Abderrahim 95e 106e                             | Stade Ben Abdelmalek Ramdane                             |                                                    |                                                    |
| 12                                                                                       | ESM Guelma (D1)              | 1 - 0                                              | JS Jijel (D2)                                      | Aouissi 27e                                                             | Stade Ben Abdelmalek Ramdane                             |                                                    |                                                    |
| 13                                                                                       | USM Annaba (D1)              | 2 - 0                                              | IRB Sétif (D2)                                     | Djeghel 37e, Boukemia 74e                                               | Stade Ben Abdelmalek Ramdane                             |                                                    |                                                    |
| 14                                                                                       | CM Constantine (D1)          | 2 - 1                                              | CRB Ain Kebira (D4)                                | Kebeche 49e, Laoubi 87e / Hamda (2) 67e                                 | Stade du 8-Mai-1945                                      |                                                    |                                                    |
| 15                                                                                       | ISM Ain Beida (D1)           | 3 - 0                                              | IR Sekek Hadid Constantine (D3)                    | Bentayeb 19e, Belili 30e 56e                                            | Stade du 1er novembre 1954                               |                                                    |                                                    |
| 16                                                                                       | Amel Ain M'lila (D1)         | 1 - 0                                              | SSB Sidi-Aich (D2)                                 | Menoubi (1) 48e                                                         | Stade du 8-Mai-1945                                      |                                                    |                                                    |
| 17                                                                                       | Mechaal Baladiet Skikda (D2) | 1 - 0                                              | USC Ain Beida (D3)                                 |                                                                         |                                                          |                                                    |                                                    |
| 18                                                                                       | CRE Constantine (D2)         | 1 - 0                                              | NR Ben M'hidi (D4)                                 | Bouaoune 36e                                                            | Stade du 20-Août-1955                                    |                                                    |                                                    |
| 19                                                                                       | NRB Khroub (D2)              | 2 - 3                                              | ASPTT Constantine (D4)                             | Kittouni 10e, Benssaha 87e / Annani 50e (csc), Bouakrif 60e, Millen 80e | Stade Bendjabalah Said de Chelghoum Laid                 |                                                    |                                                    |
| 20                                                                                       | MO Constantine (D2)          | 2 - 0                                              | DRS Skikda (Sonatib) (D4)                          | Hamani 18e, Zitoune 33e                                                 | stade abda ali de guelma                                 |                                                    |                                                    |
| Ligue de l'Ouest (jeudi 5 février 1987 à 14h 30) (Dernier tour régional)                 |                              |                                                    |                                                    |                                                                         |                                                          |                                                    |                                                    |
| 21                                                                                       | WM Tlemcen (D1)              | 0 - 0ap 5 - 4tab                                   | CRB Sidi M'hammed Benaouda (D3)                    | -                                                                       | Stade Habib-Bouakeul                                     |                                                    |                                                    |
| 22                                                                                       | GRB Tighennif (D2)           | 1 - 2                                              | CRB Témouchent (D2)                                | Nekhla Mokhtar 41e / Belhachemi 61e, Kheledi 77e                        | Stade Habib-Bouakeul *match joué le jeudi 5 février 1987 |                                                    |                                                    |
| 23                                                                                       | IRM Bel-Abbès (D3)           | 0 - 0ap 1 - 4tab                                   | Nadit Bel-Abbès (D3)                               | -                                                                       |                                                          |                                                    |                                                    |
| 24                                                                                       | RCM Relizane (D1)            | 3 - 1                                              | CRB Ben Badis (D4)                                 | Chemaa 60e, Bouziane 65e, Bouabida 89e / Slimani 50e                    | Stade 19 juin 1965                                       |                                                    |                                                    |
| 25                                                                                       | CRB Sfisef (D2)              | 0 - 0ap 5 - 4tab                                   | ESM Bel Abbès (D2)                                 | -                                                                       | Stade Boucif de Ain Témouchent                           |                                                    |                                                    |
| 26                                                                                       | MP Oran (D1)                 | 1 - 1ap 4 - 5tab                                   | WRB Mostaganem (D2)                                | Benyoucef 77e / Saffa 26e                                               | stade said ahmed de sig                                  |                                                    |                                                    |
| 27                                                                                       | ASC Oran (D1)                | 2 - 0ap                                            | OMM Arzew (D3)                                     | Boukar 103e, Guemri 105e                                                | stade ben slimane de mostaganem                          |                                                    |                                                    |
| 28                                                                                       | GCR Mascara (D1)             | 1 - 2                                              | CRB Oued R'hiou (D2)                               | Belloumi Lakhdar 47e / Bennour 16e, Chellaoua 45e                       | stade de l'hippodrome de relizane                        |                                                    |                                                    |
| 29                                                                                       | CMH Oran (D2)                | 1 - 2                                              | NADIT Oran (D2)                                    | Hadeud 54e / Benmestoura 57e, Bouchiba 58e                              | Stade 19 juin 1965                                       |                                                    |                                                    |
| 30                                                                                       | MB Saida (D1)                | 2 - 1                                              | CCB Sig (D2)                                       | Megueni 21e, Kinene 41e / N'haissi 55e                                  | Stade du 24 février 1956                                 |                                                    |                                                    |
| 31                                                                                       | JE Tizi Ouzou (D1)           | Exempté : Qualifié d'office tenant du trophée 1986 | Exempté : Qualifié d'office tenant du trophée 1986 | Exempté : Qualifié d'office tenant du trophée 1986                      | Exempté : Qualifié d'office tenant du trophée 1986       | Exempté : Qualifié d'office tenant du trophée 1986 | Exempté : Qualifié d'office tenant du trophée 1986 |
| 32                                                                                       | WKF Collo (D1)               | Exempté : Qualifié d'office Finaliste 1986         | Exempté : Qualifié d'office Finaliste 1986         | Exempté : Qualifié d'office Finaliste 1986                              | Exempté : Qualifié d'office Finaliste 1986               | Exempté : Qualifié d'office Finaliste 1986         | Exempté : Qualifié d'office Finaliste 1986         |

## Seizièmes de finale
Tirage au sort paru dans le journal El Mountekheb du samedi 14 février 1987 page 7  (tirage de 2 tours :1/16 et 1/8 de finale).Les matchs des seizièmes de finale se sont joués le 20 février 1987
| #  | Club 1                                  | Résultat         | Club 2               | Buteurs                                                             | Stade |
| -- | --------------------------------------- | ---------------- | -------------------- | ------------------------------------------------------------------- | --- |
| 1  | JS Bordj Menaiel (D1)                   | 2 - 2ap 5 - 4tab | WRB Mostaganem (D2)  | Ait el Hocine 54e, Megherici 109e / Bou Meziza 51e, Bouacheria 110e | Stade Imam-Lyes Match retard ;joué le vendredi 13 mars 1987. *NB: le 1er match joué le vendredi 20 février 87 a été arrêté à la 18 minute sur le score de (0-0) en raison d'un terrain impraticable |
| 2  | CRB Oued R'hiou (D2)                    | 0 - 2ap          | CM Constantine (D1)  | Bouzid (1) 104e, Kibeche 119e                                       | Stade du 1er-Novembre-54 |
| 3  | ASPTT Constantine (Berid Kesntina) (D3) | 0 - 3            | Chlef SO (D1)        | Soualhia 34e (csc), Azza n 50e, Mekssi 80e                          | Stade de bouira |
| 4  | WO Boufarik (D1)                        | 0 - 1            | CM Belcourt (D1)     | Neggazi n 20e                                                       | Stade du 1er Nov 54 |
| 5  | JE Tizi Ouzou (D1)                      | 3 - 0            | NRB Berrouaghia (D2) | Bouiche 30e, Menad 55e, Djebbar 67e                                 | Stade du 20-Août-1955 |
| 6  | USM El Harrach (D1)                     | 2 - 0            | IRB El Biar (D2)     | Sadji 20e, El Djezzar 64e                                           | Stade de Bologhine |
| 7  | IRB Laghouat (D1)                       | 1 - 0            | Amel Ain M'lila (D1) | Soufari 53e                                                         | Stade communal de Touggourt |
| 8  | EP Sétif (D1)                           | 2 - 1            | WKF Collo (D1)       | Adjissa 70e, Rahmani 85e / Cedrati 58e                              | Stade Ben Abdelmalek Ramdane |
| 9  | CRE Constantine (D2)                    | 1 - 0            | MB Skikda (D2)       | Rabah Bouaoune 68e                                                  | Stade Abdelkader-Chabou |
| 10 | MO Constantine (D2)                     | 1 - 2            | USM Annaba (D1)      | Zitoune 6e / Djaghel Abdelhafidh 15e, Driss Abdelkader 19e          | Stade de guelma |
| 11 | ESM Guelma (D1)                         | 1 - 0            | MB Tablat (D2)       | Omrani 33e                                                          | Stade ben alloueche de bejaia |
| 12 | ASC Oran (D1)                           | 2 - 0            | MB Saida (D1)        | Radhouéne 7e Megueni 66e                                            | Stade du 24 février 1956 |
| 13 | RCM Relizane (D1)                       | 1 - 1ap 1 - 3tab | WM Tlemcen (D1)      | Lahmar 51e/ Benyahia 22e                                            | Stade Said Bourouba de Bouira |
| 14 | Nadit Bel Abbés (D2)                    | 1 - 0ap          | CRB Sfisef (D2)      | Mébarék 97e                                                         | Stade Birouana |
| 15 | CRB Témouchent (D2)                     | 0 - 1            | Nadit Oran (D2)      | Belkacem 59e                                                        | Stade de Meflah Aoued, Mascara |
| 16 | MP Alger (D1)                           | 0 - 0ap 2 - 4tab | ISM Ain Beida (D1)   | -                                                                   | Stade du 8-Mai-1945 Match retard ;joué le vendredi 13 mars 1987 |

## Huitièmes de finale
Les matchs des Huitièmes de finale se sont joués du jeudi 30 avril 1987 au 1er mai 1987 (les matches ont été joués en mois de Ramadan en nocturne à partir de 23h00).
| Équipe 1            | Score                | Équipe 2                   | Date          | Buteurs                                   | lieu                                      |
| CR Belcourt (d1)    | 1 - 0                | ASC Oran (d1)              | 30 avril 1987 | Badeche 90e                               | Stade du 1er-Novembre-1954 (Tizi-Ouzou)   |
| Chlef SO(d1)        | 1 - 0                | IRB Laghouat (d2)          | 1er mai 1987  | Azza Noureddine 57e                       | Stade 5 Juillet 1962 (Alger)              |
| JE Tizi Ouzou(d1)   | 1 - 2 ap             | USM Annaba (d1)            | 30 avril 1987 | Belahcen 39e / Djaghel Abdelhafid 40e 67e | Stade du 24-Février-1956 (Sidi Bel Abbès) |
| CM Constantine(d1)  | 2 - 0                | Nadit Bel Abbès (NEBA)(d2) | 30 avril 1987 | Bouzid 5e, Mellala 63e                    | Stade Bologhine (Alger)                   |
| WM Tlemcen (d1)     | 0 - 1                | ES Guelma (d1)             | 30 avril 1987 | Chaib Rassou 75e                          | Stade du 20-Août-1955 (Alger)             |
| USM El Harrach (d1) | 3 - 0                | Nadit Oran (d2)            | 30 avril 1987 | Medane 33e, Benamar 47e, Eldjazzar 67e    | OPOW Tlemcen                              |
| EP Sétif (d1)       | 0 - 0 ap (t.a.b 0-3) | JS Bordj Ménail(d1)        | 30 avril 1987 | /                                         | Stade 5 Juillet 1962 (Alger)              |
| ISM Aïn Béïda (d1)  | 1 - 1 ap (t.a.b 4-2) | CRE Constantine (d2)       | 1er mai 1987  | Fezani 30e / Bouaoune 85e                 | Batna                                     |

## Quart de finale
Les matchs des quarts de finale sont jouées le vendredi 12 juin 1987.
| Équipe 1        | Score                 | Équipe 2      | Observations              | Buteurs                                      | lieu                                    |
| ES Guelma       | 0 - 0 a.p (t.a.b 4-2) | USM Annaba    | Match d'ouverture a 14h30 | /                                            | Stade 5 juillet Alger                   |
| JS Bordj Ménail | 2 - 1 ap              | USM Aïn Béïda | a 15h                     | Barris 44e, Guennoune 110e /Amokrane Said 29 | Stade 19 juin 1965 (Oran)               |
| CS Constantine  | 1 - 1 ap (t.a.b 7-6)  | ASO Chlef     | a 15h                     | Salim Laïb 79 / Mekssi 33e                   | Stade du 1er-Novembre-1954 (Tizi-Ouzou) |
| USM El Harrach  | 2 - 1                 | CR Belcourt   | a 17h                     | Medane 6e, Eldjazzar 41e / Neggazi 55e       | Stade 5 juillet Alger                   |

## Demi-finale
Les matchs des demi-finale se sont joués le vendredi 19 juin 1987.
| 19 juin 1987 | USM El Harrach         | 1 - 0   | ES Guelma | Stade de la Fraternité, Tiaret |  |
|              | Meziani Abdelkader 82e | (0 - 0) |           |                                |  |

| 19 juin 1987 | JS Bordj Ménail  | 1 - 0 (ap)            | CS Constantine | Stade 19 juin 1965 (Oran) |  |
|              | Hamrani Saïd 99e | (0 - 0, 0 - 0, 1 - 0) |                |                           |  |

## Finale
| 26 juin 1987 à 17h25 | USM El Harrach | 1 - 0   | JS Bordj Menail | Stade du 5 juillet 1962                                      |                                                              |
|                      | Medane 41e     | (1 - 0) |                 | Spectateurs : 35,000 Arbitrage : M. Kouras - Hansal - Bergui | Spectateurs : 35,000 Arbitrage : M. Kouras - Hansal - Bergui |

| Gardien de but |                | 1-Nouri El Ayachi                            |
|                |                | 2-Serim Kamel (avertissement 78e)            |
|                |                | 3-Kerraz Mohamed                             |
|                |                | 4-Bechouch Nacer (avertissement 44e)         |
|                |                | 5-Herabi Ahmed                               |
|                |                | 6-Ifticène Younes                            |
|                |                | 7-Lounici Khhaled (15-Amarache El Hocine)    |
|                |                | 8-Benomar Hacene                             |
|                |                | 9-El Djezzar mohamed                         |
|                |                | 10-Meziani Abdelkader(c)                     |
|                |                | 11-Medane Hakim                              |
| Sur le banc :  |                |                                              |
|                |                | 12-Medkour Ali                               |
|                |                | 13-Rezgui Aissa                              |
|                |                | 14-Sadji Noureddine                          |
|                | Gardien de but | 16-Omari Omar                                |
| Entraîneur :   |                |                                              |
|                |                | Ramdani Brahim et Djouad Boualam (Assistant) |

| Gardien de but |                | 1-Salah Kamel                        |
|                |                | 2-Tonkin Youcef                      |
|                |                | 3-Allem Omar                         |
|                |                | 4-Zemiti Farid                       |
|                |                | 5-Baris Rachid                       |
|                |                | 6-Rahmani Rabah                      |
|                |                | 7-Ferhat Malik (c)                   |
|                |                | 8-Hamrani Said (14-Nafaa Rabie)      |
|                |                | 9-Aït El Hocine Sid Ahmed            |
|                |                | 10-Guenoun Abdallah                  |
|                |                | 11-Meghrici Tayeb (13-Termoul Kamel) |
| Sur le banc :  |                |                                      |
|                |                | 12-Gourdissa Rabah                   |
|                |                | 15-Kouach Hamid                      |
|                | Gardien de but | 16-Sid Rouhou Hassan                 |
| Entraîneur :   |                |                                      |
|                |                | Benzekri Nour                        |

| Coupe d'Algérie de Football Vainqueur 1987 |
| ------------------------------------------ |
| USM El Harrach 2e titre                    |

## Meilleurs Buteurs
Les buteurs de la 25 édition de la coupe d’Algérie sont :
Total de 121 buts en 61 matches
- 4 buts: Abdelhafid Djeghal (USM Annaba), Noureddine Neggazi (CR Belouizdad)
- 3 buts: Hakim Medane et Mohamed El Djazzar(USM El Harrach), Bouane (CRE Constantine)
- 2 buts: Bellili (ISM Aïn Beïda), Abdennour Baya (WO Boufarik), Abdelkader Meziani (USM El Harrach), Hamrani et Guennoune  (JS Bordj Menaïel), Redouane Guemri (ASC Oran), Abderrahim Bendjabballah (EP Sétif), Mustapha Mekssi et Noureddine Azza (Chlef SO, Bouzid (1) (CM Constantine)
- 1 buts: Lakhdar Belloumi (GCR Mascara), Nacer Bouiche et Djamel Menad (JE Tizi Ouzou), Adjissa Noureddine (EP Sétif)... ext.